# Der Nervenarzt
Der Nervenarzt ist eine Fachzeitschrift für die Bereiche Psychiatrie, Psychotherapie, Psychosomatik und Nervenheilkunde, die sich an niedergelassene und in der Klinik tätige Ärztinnen und Ärzte richtet. Sie erscheint in 7 Ausgaben pro Jahr im Verlag Springer Medizin als Organ der Deutschen Gesellschaft für Psychiatrie und Psychotherapie, Psychosomatik  und Nervenheilkunde.
Der Nervenarzt erschien von 1928 (Band 1) bis 1944 (Band 17, zuletzt Juli/September) und erscheint erneut seit Januar 1947 (Band 18).